# 장성택
장성택(張成澤, 1946년 1월 22일 ~ 2013년 12월 12일)은 조선민주주의인민공화국의 정치가, 군인이자, 조선로동당의 고위 간부였다. 조선로동당 중앙위원회 정치국 위원이며 2009년부터 국방위원회 부위원장이자, 최고인민회의 제12기 대의원이었으나, 2013년 12월 3일 모든 직위에서 배제되고 출당 조치를 당했으며, 같은달 12일 특별군사재판 후 사형이 집행되어 사망하였다. 사형 방식에 대해서는 정확히 알려지지 않았으나, 기관총과 같은 화기를 이용해 총살형을 집행하였을 가능성과 교수형을 집행하였을 가능성 등이 있다. 대한민국 정보당국은 총살형 뒤 시신을 불태운 것으로 추정하고 있다.
일제 강점기 당시 항일활동을 하던 아버지의 덕으로 김일성종합대학 정치경제학과로 진학했으며, 대학 재학 중 김경희와 만나 결혼하였다. 1970년 김일성종합대학교에서 학사 학위 취득 이후 조선로동당 중앙당의 간부로 활동하였고, 김정일의 측근으로 활동하였다. 장성택의 친형인 장성우와 장성길은 인민군 장성이다. 자녀로는 딸인 장금송이 있었으나 2006년에 결혼 반대를 비관하며 프랑스에서 자살한 것으로 알려졌다.

## 장성택의 생애

### 출생과 가계
대한민국 통일부의 자료에 따르면 장성택은 1946년 1월 22일 소비에트 민정청 조선 함경북도 청진시 청암구역에서 출생했다고 한다. 한편 조선민주주의인민공화국 측의 기록에 의하면 그는 강원도 원산 출신이라 한다. 장성택의 아버지는 일제 식민지 시대 글깨나 깨친 준 인테리 출신 사무원직으로 있었던 것으로 추정된다. 단 장성택의 아버지 형제가 1940년대 반일투쟁에 관여한 것으로 보인다. 물론 김일성 계열이 아닌 북만에서 반일무장투쟁에 참여한 경력으로 장성택은 1960년대 중반 조선민주주의인민공화국 민족보위성에서 견습직원으로 근무하였다. 부친의 항일 독립운동 연줄로 그는 김일성 종합대학 경제학부 정치경제학과에 입학하게 되었다. 당시 김일성종합대학 총장이었던 황장엽은 장성택에 대해 "그 반에서 공부를 특별히 잘하는 편은 아니었으나 예술서클 책임자로서 아코디언 연주가 일품이었고, 노래와 춤에도 능했으며, 무엇보다도 사리에 밝고 영리했다"고 한다. 그의 소학교나 중학교에 대해서는 알려지지 않았고, 조선민주주의인민공화국의 공식 프로필에 의하면 김일성고급당학교를 다녔다 한다.

### 김경희와 결혼
1965년 김일성종합대학에서 김일성의 딸인 김경희를 만난 것이 인연이 되어 1972년에 결혼했다. 김일성이 이 사실을 알고 장성택을 원산경제대로 전학을 보냈지만 결국 결혼에 성공했다는 일화도 전해진다. 둘의 연애 사실을 확인한 김일성은 장성택의 가족을 조사하고는 만족할만한 내용이 없었던 관계로 경희와 장성택의 사이를 갈라놓으려고 하였다. 그러나 그는 1972년 김정일의 방조 밑에 김경희와의 결혼에 성공하게 된다. 1969년경 김경희와 함께 소련의 모스크바로 유학을 다녀왔고, 1970년 2월 김일성종합대학 경제학부 정치경제학과를 졸업하였다.
1970년 대학을 졸업하고 조선로동당 중앙당 경제부문담당부서 보조 지도원(견습사원)으로 공직에 입문, 1976년 조선로동당 후보당원에 선임되고, 그 해 조선로동당 중앙당 조직지도부 평양시 지역담당 책임지도원, 1978년 조선로동당 중앙당 조직지도부 당원등록과 과장서리와 당원등록과장을 역임했다. 이후 그는 김정일의 최측근의 한 사람으로 활동하였다.

### 김일성 정권 시절
1978년에는 동평양 외교초대소에서 매주 측근들과 파티를 즐기다 보위부에 적발된 바 있다. 이미 당시 김일성의 후계자로 내정된 김정일의 지시에 따라 장성택은 강선 제강소 작업반장으로 쫓겨나 2년간 '혁명화 교육'(사상교육)을 받았다. 김일성은 그의 집안 배경이 별볼일 없는 것을 못마땅히 여겼는데, 당시 그의 유일한 후견인은 김정일이었다. 그런데 사건 이후 김정일은 그가 자본주의의 물을 먹고 퇴폐화되었다고 분개하였다. 당시 김정일의 아내 성혜림이 김정일을 설득한 덕에 장성택은 위기를 모면했다고 전해진다. 1981년 조선로동당 제6차 전당대회 이후 조선로동당 중앙당 청년사업부 및 3대혁명소조부 부부장을 역임했다. 1982년부터는 조선로동당의 당직을 맡으며 승진을 이어갔다. 1982년 10월 조선로동당 청소년사업부 부부장이 된 것을 시작으로 1985년 7월 조선로동당 청소년사업부 제1부부장이 되었다가 1986년 10월 최고인민회의 선거에서 최고인민회의 제8기 대의원에 당선되었다. 11월부터 8기 대의원이었고, 1987년부터는 조선로동당 청소년사업부장을 겸하였다. 1989년 4월에는 '로력영웅' 칭호를 받았고, 6월에는 조선로동당 중앙위원회 후보위원이 됐다. 1988년 12월 당 청소년사업부장이 되었다.
1989년 4월 로력영웅 칭호를 받고 1989년 6월 당 중앙위 후보위원에 보선되었다. 1989년 평양에서 열린 제13차 세계청년학생축전 위원장으로 축전을 지휘하면서 장성택은 돈맛을 알게 되었는데 이후 청춘합영회사 사장에게 여러 상납을 받았다 한다. 이 가운데 여성들과 어울리면서 김경희의 큰 공분을 샀고, 김경희는 이 문제를 김정일에게 제기했지만 오히려 김정일에게 '여자 문제로 사내를 잡지 마라'는 핀잔만 들었다고 한다. 김경희는 수심이 깊어지면서 술독에 빠졌고, 나중에는 헤어나기 어려운 수준이 됐다. 여기에 우울증까지 겹쳐 상태는 매우 심각했다 한다. 1989년 7월 당 청년부장과 3대혁명소조부장에 선출되고, 1990년 4월에 열린 최고인민회의 제9기 대의원 선거에 당선되었다. 1992년 4월에는 김일성훈장을 수여받았고, 1992년 12월 조선로동당 중앙위 위원, 1994년 7월 8일 김일성이 사망하자 국가장의위원회 위원이 됐다.

### 김정일 정권 시절

#### 김정일 집권 초기
김정일이 북한의 지도자가 된 직후인 1995년 11월 장성택은 조선로동당 내 요직으로 꼽히는 조직지도부 제1부부장에 올랐다. 유훈통치 기간 중 대외활동을 보이지 않던 그는 1998년 9월 최고인민회의 제10기 대의원에 선출되었다. 2000년 6월 15일 남북정상회담 당시에는 고별오찬에 참석해 남한 지도자들과도 인연을 맺었다. 당시 김대중 대통령을 수행한 박지원은 훗날 언론 인터뷰에서 "장성택 등 북한 실세들이 오찬인데도 도수가 40~50도에 달하는 술을 계속 권했다"고 밝혔다. 2000년 6월 남북 정상회담장에서 손길승 SK 회장은 “15일 오찬 때 김정일 위원장의 매제인 장성택과 합석했는데 ‘남북경협을 위해 제안할 것이 없느냐’고 물어와 ‘투자보장협정과 같은 제도적 장치를 만들어 달라’고 하자 장은 ‘그럼 위원장에게 직접 건의하라’며 거의 끌다시피 김 위원장 앞으로 데리고 갔다”고 한다. 2003년 9월 최고인민회의 제11기 대의원에 선거되었다.

#### 실각과 복권
2002년 1월에는 국가 예산을 횡령한 혐의로 처벌을 받은 바 있다. 이후 한동안 장성택은 대외 활동을 주로 했다. 대한민국 대통령 박근혜와도 인연이 있었다. 2002년 5월 박근혜는 당시 유럽-코리아 재단 이사 자격으로 방북했다. 이때 박근혜는 김정일과 단독 면담을 한 데 이어 장성택을 비롯한 북한 실세들과도 만찬을 했다. 2002년 8월에는 김정일의 러시아 극동지역 방문 시 수행했다. 2002년 10월 26일에는 조선민주주의인민공화국의 경제시찰단의 일원으로 서울을 방문했다. 당시 장성택과 시찰단은 서울 지하철을 타고, 삼성전자, 코엑스 등을 8박 9일간 둘러봤다. 첫날에는 정세현 당시 통일부 장관과 만찬을 했다. 당시 조선민주주의인민공화국의 시찰단장은 박남기 당시 국가계획위원장이었고, 장관급 인사 5명도 시찰단에 포함돼 있었지만 실세였던 장성택 앞에서 쩔쩔맸다는 일화도 전해진다. 당시 장성택을 만났던 정세현은 "그때 북한 측 대표단 사람들이 장성택을 상당히 챙기더라. 기념촬영을 할 때도 중앙에 세우려고 하더라"라며 당시 분위기를 회고했다. 서울 시찰을 마친 다음에는 인도네시아, 말레이시아, 싱가포르 등을 방문했다. 2004년 초에는 '권력욕에 의한 분파 행위'를 의심받아 업무정지 처벌을 받았다. 당시만 해도 김정남에 가까웠던 장성택이 김정은의 생모 고용희의 견제를 받았다는 설도 있다. 당시 대한민국 정부의 통일부 장관이었던 정동영은 "2005년 평양에 갔을 때 장성택의 안부를 묻자 김정일은 '남쪽에 가서 폭탄주도 배우고 해서 아파서 쉬게 했다'며 웃었다"고 밝혔다. 2004년 2월 경 고용희의 영향 하에 있던 이제강과 이용철의 견제에 의해 다시 직무정지를 당하는 수모를 겪게 된다. 이때 장성택의 과오는 권력남용과 파벌행위였다고 전해진다.
2006년 1월 조선로동당 중앙위원회 제1부부장이 되었다. 2006년 1월 29일 조선중앙통신 보도에서 김정일 국방위원장이 당중앙위원회에서 개최한 음력 설 연회에 참석했다고 나와 복권 사실이 판명됐다. 이후 장성택은 김정일 현지 지도에서 얼굴을 비추는 단골 멤버로 활동했다. 장성택은 2007년 10월 2차 남북 정상회담 환송 오찬 때도 참석했다. 정세현에 따르면 당시 장성택은 남북 경제협력에 관심을 가졌었다. 그는 당시를 회고하며 "장성택이 당 차원에서 남북경협을 오케스트레이션(조직화, 조율)하는 자리에 있지 않나 하는 느낌을 받았다"고 말했다. 2007년 12월에는 조선민주주의인민공화국의 보위부, 보안부 등을 책임지는 조선로동당 중앙위원회 행정부장으로 임명돼 실권자임을 과시했다. 같은 날 당 중앙위 수도건설부 부장직도 겸직하였다.

#### 후계자 지목 과정
2008년 8월 김정일이 뇌졸중으로 쓰러진 이후에는 김정은으로의 후계 과정을 총괄하는 후견인 역할을 맡았다. 장성택은 김정일이 중국을 방문할 때도 자주 김정일을 수행했다. 2010년 5월, 8월, 10월, 2011년 5월, 2011년 8월 김정일 방중 때마다 장성택이 수행했다. 2011년 6월 조선민주주의인민공화국과 중국이 라선경제무역지대나 황금평·위화도 경제지대를 공동 개발할 때 조선민주주의인민공화국 측으로 참가하기도 했다. 2010년 6월 4일에는 조선민주주의인민공화국 최고인민회의에서 국방위원회 부위원장에 선출되었고, 내각 부총리에 임명되어 겸직했다. 당시 국방위원장은 김정일이었다. 같은 해 9월에는 당 정치국 후보위원, 당 중앙위, 중앙군사위 위원에 임명됐다. 2011년 12월 김정일이 사망한 뒤에는 김정일의 운구차를 호위한 8명 중 1명이었다. 당시 장성택은 김정은의 바로 뒤에서 김정일의 운구차를 호위했다. 이윤걸이 공개한 '김정일 유서'에 따르면 김정일은 김정은을 보좌할 노동당내 인물로 김경희 다음으로 장성택을 언급했다.
2009년 4월 개최된 최고인민회의 제12기 대의원 선거에 당선되었고, 최고인민회의 각 분과 상임위원회 구성 시 국방위원회 위원에 선임되었다.

### 김정은 정권 시절
김정일 사망 직후인 2011년 12월 25일 장성택은 김정일의 시신이 안치된 금수산기념궁전을 인민군 대장 군복을 입고 나타났다. 이전까지 장성택이 대장 칭호를 받은 사실이 알려진 바는 없었다. 이후 그는 인민군 육군 대장으로 진급했고 한때 대한민국의 방송에서는 그가 실세인 것처럼 보도되기도 했다. 김정은 집권기에도 장성택은 김정은의 현지지도를 수행하는 등 위상을 유지했다. 특히 김정은이 집권한 이후 북한의 경제개방, 개혁을 지휘하는 것이 장성택이라는 분석도 있다. 2012년 8월 13일에는 중국을 방문해 황금평, 나선 등 중국과의 경제협력 공동지대 개발을 논의했다. 장성택이 마지막으로 공식행사에서 모습을 드러낸 것은 2013년 11월 6일이다. 당시 일본의 안토니오 이노키 참의원은 북한과의 체육교류 목적으로 방북해 장성택 등을 만났다. 1달 뒤인 12월 8일 장성택은 조선로동당 중앙위원회 현장에서 체포됐다. 혐의는 반당행위, 분파책동 등이다. 북한은 이례적으로 장성택이 체포돼 끌려나가는 사진을 조선중앙TV를 통해 공개했다. 장성택이 숙청된 이유에 대해서는 다양한 해석이 나온다.

### 실질적 실권자설
대북전문가인 장성민 세계와 동북아 평화포럼 대표(전 국회의원)은 김정일의 권력이양 과정에서 완벽한 후계구도가 만들어지기 전까지 장성택이 유일한 김정일의 권력대행자라고 평가했다.
미국 정부는 김정일 정권 붕괴 후 주목할만한 주요 인물로 김평일과 장성택을 주목하고 있다. 2008년 8월 이후 '김정일 중병설'이 퍼진 와중에 같은 해 9월에는 장성택이 김정일을 대행하는 형태로 권력을 장악했다는 후문도 흘러나왔다.
2008년 8월말 장성택이 교통사고로 크게 다쳤다는 정보가 있었다. 이를 두고 김정남을 후계자로 미는 장성택과 차남 김정철을 후계자로 미는 군부 사이에 권력 투쟁이 일어났다는 해석도 나왔다. 2009년, 김정일의 병상을 자유자재로 드나들 수 있는 인물도 아들들을 제외하면 김정일의 주치의와 김옥 그리고 장성택 세 사람 정도이다.
2009년 2월 15일 김정일의 건강이 악화됐을 때 장성택이 김정일의 3남인 김정은을 민다는 보도가 나왔다. 2009년 4월 9일 12기 최고인민회의 1차회의에서 국방위원회 위원을 4명 더 늘렸다. 장성택은 대한민국의 대북전문가들의 예상을 깨고 신임 국방위원으로 임명되었다.
김정일 사후인 2013년 1월 31일 대한민국 국방부는 장성택이 조선민주주의인민공화국의 실질적 최고 권력자라는 보도자료를 발표했다. 국방부 자료에 따르면 장성택은 김정은이 회의장에서 발언하는 동안 삐딱한 자세를 취하거나 엉뚱한 곳을 응시하거나, 김정은이 주관하는 회의에 불참하는 등 김정은을 별로 의식하지 않는 듯한 태도를 보였다.

### 실각 및 처형
2013년 12월 3일 대한민국의 국정원은 장성택이 실각했다고 밝혔다. 조선민주주의인민공화국 측은 12월 9일 오후 3시경 장성택이 전날 조선로동당 중앙위원회에서 체포되는 장면이 담긴 사진을 공개했다. 12월 9일자 로동신문 역시 1면 기사로 장성택의 실각을 소개했다. 로동신문은 장성택이 숙청된 이유에 대해 "최근 당안에 배겨있던 우연분자, 이색분자들이 주체혁명위업계승의 중대한 력사적 시기에 당의 유일적 령도를 거세하려 들면서 분파책동으로 자기 세력을 확장하고 감히 당에 도전해 나서는 위험천만한 반당반혁명적 종파사건이 발생하였다"고 밝혔다
원고지 20매 분량의 1면 기사에서 로동신문은 장성택의 비위사실을 자세히 다뤘다. 로동신문에 따르면 장성택은 "앞에서는 당과 수령을 받드는 척하고 뒤에 돌아앉아서는 동상이몽, 양봉음위하는 종파적 행위"를 일삼았다. 또한 로동신문은 "장성택은 당과 수령의 높은 정치적 신임에 의하여 당과 국가의 책임적인 위치에 등용되였지만 인간의 초보적인 도덕 의리와 량심마저 줴버리고 위대한 수령님과 위대한 장군님을 천세만세 높이 받들어모시기 위한 사업을 외면하고 각방으로 방해하는 배신 행위를 감행하였다"고 평가했다.
또한 로동신문에 따르면 장성택은 모든 직무에서 해임되고 모든 칭호를 박탈당한 것은 물론, 조선로동당에서도 출당 조치됐다. 로동신문은 이를 "장성택 일당이 적발 숙청됐다"고 표현함으로써 장성택 개인만 처벌대상이 아님을 시사했다.
조선민주주의인민공화국의 고위층이 조선로동당 회의 도중 끌려나가는 사진이 공개되는 것은 이례적인 일이다. 조선중앙TV가 공개한 사진에는 장성택은 조선로동당 정치국 확대회의에서 맨 앞자리에 앉아있다가 조선민주주의인민공화국 보위부 요원 2명에 의해 끌려나가는 모습이 담겨 있다. 12월 12일 장성택에 대한 조선민주주의인민공화국 국가안전보위부 특별군사재판이 진행되였다. 12월 13일 그는 국가안전보위부 특별군사재판에서 사형 선고를 받고 처형되었다.

## 논란과 의혹

### 낭비벽 및 축재
중국과 외국의 투기꾼들에게 속아 토지와 자원을 팔아먹고 빚을 졌다는 설이 있다. 2013년 12월 12일 국가안전보위부 특별군사재판에 의하면 장성택은 석탄을 비롯한 귀중한 지하자원을 망탕 팔아먹도록 하여 심복들이 거간군들에게 속아 많은 빚을 지게 만들고 지난 5월 그 빚을 갚는다고 하면서 라선특별시의 경제무역지대에 위치한 토지를 50년 기한으로 외국에 팔아먹는 매국 행위도 서슴지 않았다 한다.
또한 특별군사재판부에 의하면 그는 1980년대 광복거리 건설 때부터 귀금속을 걷어 모아온 장성택은 수중에 비밀 기관을 만들어놓고는 국가의 법은 안중에도 없이 은행에서 거액의 자금을 빼내여 귀금속을 사들임으로써 국가의 재정 관리 체계에 커다란 혼란을 조성하는 반국가 범죄 행위를 감행하였다 한다.
2009년에는 도박장에 출입한 것도 확인되었는데 2013년 12월 12일의 군사재판에서 폭로되었다. 군사재판에 의하면 "2009년 한 해에만도 제 놈의 비밀 돈창고(금고)에서 460여만 유로를 꺼내 탕진한 사실과 외국 도박장 출입을 했다"는 것이다.

### 나흘만의 처형
2013년 12월 13일, 조선민주주의인민공화국 로동신문은 전날인 12월 12일에 장성택을 처형했다고 밝혔다. 2013년 12월 12일 로동신문 2면 우하단에는 재판을 받는 장성택의 모습이 담긴 사진도 실렸다.
이날 재판은 국가안전보위부 특별군사재판으로 진행됐다. 로동신문은 4일 전보다 더욱 상세히 장성택의 처형 이유를 공개했다. 신문에 따르면 장성택이 처형된 핵심적인 이유는 군대를 동원한 군사정변을 꾀했다는 점이다. 재판과정에서 장성택은 정변의 대상을 "최고령도자 동지"라고 말했다. 즉, 김정은을 직접 제거하려고 했다는 것이다. 심리과정에서 장성택은 인맥 관계에 있는 조선인민군 간부들이나 보안기관 관련자들을 이용해 정변을 일으키려 했다고 말했다. 또한 장성택은 정변을 일으킨 후 총리직에 오른 뒤 자신이 주도하는 새 정권을 외국으로부터 인정받으려 했다고 말했다. 이어 로동신문은 장성택에 대해 "천하에 둘도 없는 만고역적", "개만도 못한 추악한 인간 쓰레기", "당과 혁명의 원쑤, 인민의 원쑤이며 극악한 조국 반역자"라 비판하며 "세월은 흐르고 세대가 열백번 바뀌여도 바뀔수도 없는 것이 백두의 혈통이다"라며 김일성-김정일-김정은으로 이어지는 김씨 일가의 중요성을 다시 한번 강조했다.
재판결과 장성택은 조선민주주의인민공화국 형법 제60조의 적용을 받아 사형 판결을 받았다. 로동신문은 "판결은 즉시에 집행되였다"며 글을 마쳤다. 로동신문 기사에는 여러 가지 장성택의 죄상이 나온다. 기사 내용을 정리하면 다음과 같다.

1. 장성택은 김정은을 김정일의 후계자로 추대하는 시기에 계승 문제를 비아냥대며("왼새끼를 꼬면서") 음양으로 방해했다. 구체적으로 조선로동당 제3차 대표자회에서 김정은이 조선로동당 중앙군사위 부위원장으로 결정되자 건성건성 박수를 치는 등 오만불손한 행동을 했다.
2. 자신이 김정은과 자주 현지 지도를 다닌 점을 악용하여 자신에 대한 환상을 조성하려 했다.
3. 장성택에게 아첨하다가 해임된 자들을 교묘한 방법으로 조선로동당 중앙위원회와 산하기관에 끌어들였다. 특히 청년 사업 부문에서 조선민주주의인민공화국을 배신한 자들과 어울리며 그들을 조선로동당과 조선민주주의인민공화국 정부의 중요 직책에 넣었다. 1980년대부터 리룡하를 심복으로 두고, 그를 조선로동당 중앙위원회 제1부부장의 자리까지 오르게 했다.
4. 대동강 타일공장에 김일성, 김정일 부자의 모자이크 영상 작품과 현지 지도 사적비를 만들지 못하게 방해했다. 또한 김정일이 조선인민군 내무부대에 보낸 친필 서한이 적힌 비석을 그늘진 곳에 건립하게 했다.
5. 장성택 자신에 대한 환상과 우상화를 조장시킨 결과 장성택이 있던 부서의 아첨꾼들이 장성택을 '1번 동지'로 부르며 조선로동당의 지시를 거역하는 일이 있었다.
6. 김정일이 최고인민회의 제10기 1차 회의에서 세운 국가 체계를 무시하고 내각 소속 검열 감독 기관을 자신의 밑에 소속시켰다. 정부 기관이나 지방 단체를 멋대로 변경시켰으며, 외화벌이나 생활비 적용 등 국가 경제에 관한 사항을 좌지우지했다.
7. 자신이 정한 국가건설감독기구 방침과 김일성, 김정일이 정한 건설법이 어긋난다는 지적이 일자 "그럼 건설법을 고치면 되지 않느냐"는 망언을 했다. 또한 평양시 건설 사업에서 부패를 저질러 돈벌이를 했고 결과적으로 건설 사업을 망쳤다.
8. 경제적 혼란 초래: 석탄을 비롯한 지하자원을 마음대로 팔아먹도록 하여 자신의 심복들이 거간꾼들(중개인들)에게 속아서 많은 빚을 지게 만들었다. 또한 2013년 5월에는 그러한 빚을 갚게 한다며 라선경제무역지대를 50년 기한으로 외국에 팔아넘기는 매국 행위를 자행했다. 이에 앞서 2009년에는 박남기를 부추겨 화폐개혁을 일으켜 수천억원에 달하는 화폐를 남발하고 조선민주주의인민공화국의 경제에 혼란을 야기했다.
9. 1980년대 광복거리 건설 때부터 국가 은행 자금을 빼내 귀금속을 수집했다.
10. 2009년부터 여러 추잡하고 더러운 사진 자료를 유포시키고, 가는 곳마다 방탕한 생활을 했다. 특히 2009년 한 해에만 비밀 금고에서 460여만 유로를 탕진하고 외국 도박장을 출입했다.

— 조선중앙통신이 밝힌 장성택 특별군사재판 전문 내용 발췌, 정리

### 숙청의 배경
대한민국의 대북 전문가들은 장성택의 숙청 배경에 대해 다양한 의견을 내놓았다.
12월 3일 국정원이 장성택의 실각 가능성을 발표한 이후 남한에서는 장성택과 그의 라이벌로 알려진 최룡해의 관계에 주목했다. 장성택의 숙청 사실을 국정원으로부터 보고받고 이를 대외적으로 알린 정청래 민주당 의원은 장성택을 제거한 것이 최룡해 군 총정치국장으로 보인다고 밝혔다. 최룡해는 최현 전 인민무력부장의 아들이다. 조선일보는 최룡해로 대표되는 훈신(勳臣) 세력과 장성택 등 김정은의 척신(戚臣)의 대결에서 훈신 세력이 승리했다는 분석을 내놨다.
대북 전문가 김근식 경남대 교수도 "최룡해를 중심으로 한 신군부세력이 밀어낸 것 아닌가 해석이 가능하다"며 북조선 내 보수세력의 입장이 관철된 결과라고 해석했다. 그 이유로 김근식 교수는 장성택이 중국, 남한 등과의 경제교류에 적극적이었던 데 비해, 군부의 중심인 최룡해는 원칙적이고 보수적인 입장이라는 점을 들었다.
12월 9일 북조선에서 장성택의 실각 사실을 공개한 이후에는 김정은 일가가 직접 장성택 숙청에 나섰다는 분석이 나오고 있다.
한국일보의 주간지 주간한국은 장성택의 부인이자 김정은의 고모인 김경희가 장성택 숙청을 지휘했다고 분석했다. 또한 주간한국은 장성택과 그 측근의 비리사실은 김정은의 여동생인 김여정이 주도했다고 보도했다. 김경희가 자신의 남편을 제거한 이유에 대해 이 매체는 장성택의 영향력이 지나치게 커졌다는 점을 들고 있다. 장성택이 김정은을 제치고 사실상 북조선의 제1인자 행세를 하고 있는 데다가, 김경희 본인의 건강이 악화되고 있는 상황에서 김일성-김정일-김정은으로 이어지는 김씨 세습체제를 유지하기 위해서 장성택 제거를 선택했다는 것이다.
헤럴드경제는 장성택이 김정은을 제거하고 북조선의 지도자 자리에 김정은의 이복형이자 김정일의 장남인 김정남을 세우려 했다고 보도했다. 장성택의 숙청 이유로 나온 "양봉음위"(陽奉陰違, 앞에서 받들고 뒤로는 딴마음을 품는다)가 바로 장성택의 김정남 옹위 시도를 뜻한다는 것이다. 또한 헤럴드경제는 중국에 체류중인 장성택의 핵심 측근이 최근 김정남과 접촉했으며, 이 사실이 장성택 일당이 제거된 핵심적 이유라고 분석했다.
탈북자인 대북 전문가 이윤걸 북한전략정보서비스센터 소장은 12월 10일 자신의 홈페이지에 장성택 숙청은 김정은, 김정철, 김경희 등 김씨 일가가 직접 나선 것이라고 밝혔다. 이윤걸에 따르면 장성택 숙청을 최종 결정한 사람은 김정은과 김경희이며, 장성택의 측근인 리룡하 행정부 부장과 장성길 행정부 부부장을 체포하고 처형한 것은 김정철이다. 또한 이윤걸은 "‘김씨왕조체제’ 하의 김정은 3대세습체제에서 단지 태조대왕(김일성)의 공주 ‘김경희’의 남편(부마)이라는 이유로 성골은커녕 진골도 아닌 장성택이 2인자(세습후견자)가 된다는 것은 절대적으로 불가능하다. ‘북한왕조독재체제’에서 1인 독재체제만 있을 뿐 ‘2인자’는 있을 수 없다는 것을 이번 장성택 숙청으로 국내외에 과시한 것이다"라고 분석했다.

### 기타 의혹
2011년 상반기에 장성택의 강력한 경쟁자들이었던 리제강 당조직지도부 제1부부장과 리용철 당조직지도부 제1부부장의 사망으로 사실 2011년까지는 당내 최고 실권을 가지고 있었던 것으로 파악된다. 그들의 사망 뒤에는 장성택이 있었다는 심증관련 보도들이 많이 있었다. 형이 집행되기 전에 얼굴에 멍이 있어 고문을 받았다는 추측이 나오기도 하였다.
또한 장성택은 김정일의 셋째 아들인 김정은을 몰아내고 김정일의 첫째 아들인 김정남을 옹립하려는 의혹을 받았는데 실제로 장성택은 마카오로 추방되어 북한에 입국하지 못하고 있는 김정남에게 총합 700만 달러를 송금한 사실이 밝혀졌다.

## 상훈 경력
- 1989년 4월 로력영웅 수훈
- 1992년 4월 김일성훈장 수훈
- 2012년 김정일훈장

## 권력구도
강선제강소로 좌천된 장성택을 결정적으로 구해준 사람이 김정남의 어머니 성혜림이다. 이후 장성택은 김정일의 후계자로 김정남을 옹립하고 나섰다. 2007년 8월 28일 러시아 일간 코메르산트는 러시아의 북한 전문가들의 말을 인용해 "김정남의 복귀 소식이 사실이라면 김 위원장의 첫째 아들인 그가 다른 형제들을 권력에서 몰아낼 것"이라고 보도했다. 김정남은 이모 성혜랑의 1996년 미국 망명으로 그 위상이 크게 위협받았다. 2009년 현재 김정남은 후계구도에서 완전히 배제됐다. 장성택은 과거에는 김정남의 후계 옹립을 도왔지만 나중에 둘 사이에 거리가 생겼다. 장성택 부장은 각별한 관계인 김정일의 장남 김정남을 버리고 삼남인 김정은을 지지하는 대신 권력의 핵심 요직에 자신의 사람들을 임명하였다.

## 가족 관계
- 아버지 : 장용환
  - 형 : 장성우(張成禹, 인민군 차수, 1933년 ~ 2009년)
    - 조카 : 장용철(1962년 ~ 2013년)
    - 조카며느리 : 박춘희(강제 이혼)
      - 조카손자 : 장태령(처형)
      - 조카손자 : 장태웅(처형)

    - 조카 : 장미영(생사불명)

  - 형 : 장성길(張成吉, 인민군 중장,  1939년 ~ 2006년)
  - 누나 : 장계순
  - 매형 : 전영진(쿠바 주재 조선민주주의인민공화국의 대사, 1937년 ~ 2013년)
  - 누나 : 장은순
  - 매형 : 이태남(? ~ 2008년)
- 장인어른 : 김일성(金日成, 제 1대 최고지도자, 1912년 ~ 1994년)
- 장모 : 김정숙(金正淑, 여성운동가, 1917년 ~ 1949년)
  - 부인 : 김경희(金敬姬, 조선로동당 중앙비서국 비서 및 인민군 대장, 1946년 ~ )
    - 딸 : 장금송 (張琴松, 1976년 ~ 2006년 8월)
    - 아들 : 장수길(張秀吉, 1990년 ~ )

  - 내연녀 : 1명(이름 미상)
    - 딸 : 1명(이름 미상)

|                           |                           |                           |                           |                           |                           |                           |                           |                           |                           |                           |                           | 김형직 金亨稷 1894 - 1926 | 김형직 金亨稷 1894 - 1926 | 김형직 金亨稷 1894 - 1926 | 김형직 金亨稷 1894 - 1926 | 김형직 金亨稷 1894 - 1926 | 김형직 金亨稷 1894 - 1926 |                           |                           |                           |                           |                           |                           | 강반석 康盤石 1892 - 1932 | 강반석 康盤石 1892 - 1932 | 강반석 康盤石 1892 - 1932 | 강반석 康盤石 1892 - 1932 | 강반석 康盤石 1892 - 1932 | 강반석 康盤石 1892 - 1932 |  |  |                      |                      |                      |                      |                      |                      |                      |                      |                           |                           |                           |                           |                           |                           |                      |                      |                      |                      |                      |                      |                      |                      |                           |                           |                           |                           |                           |                           |  |  |                           |                           |                           |                           |                           |                           |  |  |                           |                           |                           |                           |                           |                           |
|                           |                           |                           |                           |                           |                           |                           |                           |                           |                           |                           |                           | 김형직 金亨稷 1894 - 1926 | 김형직 金亨稷 1894 - 1926 | 김형직 金亨稷 1894 - 1926 | 김형직 金亨稷 1894 - 1926 | 김형직 金亨稷 1894 - 1926 | 김형직 金亨稷 1894 - 1926 |                           |                           |                           |                           |                           |                           | 강반석 康盤石 1892 - 1932 | 강반석 康盤石 1892 - 1932 | 강반석 康盤石 1892 - 1932 | 강반석 康盤石 1892 - 1932 | 강반석 康盤石 1892 - 1932 | 강반석 康盤石 1892 - 1932 |  |  |                      |                      |                      |                      |                      |                      |                      |                      |                           |                           |                           |                           |                           |                           |                      |                      |                      |                      |                      |                      |                      |                      |                           |                           |                           |                           |                           |                           |  |  |                           |                           |                           |                           |                           |                           |  |  |                           |                           |                           |                           |                           |                           |
|                           |                           |                           |                           |                           |                           |                           |                           |                           |                           |                           |                           |                           |                           |                           |                           |                           |                           |                           |                           |                           |                           |                           |                           |                           |                           |                           |                           |                           |                           |  |  |                      |                      |                      |                      |                      |                      |                      |                      |                           |                           |                           |                           |                           |                           |                      |                      |                      |                      |                      |                      |                      |                      |                           |                           |                           |                           |                           |                           |  |  |                           |                           |                           |                           |                           |                           |  |  |                           |                           |                           |                           |                           |                           |
|                           |                           |                           |                           |                           |                           |                           |                           |                           |                           |                           |                           |                           |                           |                           |                           |                           |                           |                           |                           |                           |                           |                           |                           |                           |                           |                           |                           |                           |                           |  |  |                      |                      |                      |                      |                      |                      |                      |                      |                           |                           |                           |                           |                           |                           |                      |                      |                      |                      |                      |                      |                      |                      |                           |                           |                           |                           |                           |                           |  |  |                           |                           |                           |                           |                           |                           |  |  |                           |                           |                           |                           |                           |                           |
|                           |                           |                           |                           |                           |                           | 김정숙 金正淑 1917 - 1949 | 김정숙 金正淑 1917 - 1949 | 김정숙 金正淑 1917 - 1949 | 김정숙 金正淑 1917 - 1949 | 김정숙 金正淑 1917 - 1949 | 김정숙 金正淑 1917 - 1949 |                           |                           |                           |                           |                           |                           | 김일성 金日成 1912 - 1994 | 김일성 金日成 1912 - 1994 | 김일성 金日成 1912 - 1994 | 김일성 金日成 1912 - 1994 | 김일성 金日成 1912 - 1994 | 김일성 金日成 1912 - 1994 |                           |                           |                           |                           |                           |                           |  |  |                      |                      |                      |                      |                      |                      |                      |                      |                           |                           |                           |                           |                           |                           |                      |                      |                      |                      |                      |                      |                      |                      | 김성애 金聖愛 1924 - 2014 | 김성애 金聖愛 1924 - 2014 | 김성애 金聖愛 1924 - 2014 | 김성애 金聖愛 1924 - 2014 | 김성애 金聖愛 1924 - 2014 | 김성애 金聖愛 1924 - 2014 |  |  | 김철주 金哲柱 1916 - 1935 | 김철주 金哲柱 1916 - 1935 | 김철주 金哲柱 1916 - 1935 | 김철주 金哲柱 1916 - 1935 | 김철주 金哲柱 1916 - 1935 | 김철주 金哲柱 1916 - 1935 |  |  | 김영주 金英柱 1920 - 2021 | 김영주 金英柱 1920 - 2021 | 김영주 金英柱 1920 - 2021 | 김영주 金英柱 1920 - 2021 | 김영주 金英柱 1920 - 2021 | 김영주 金英柱 1920 - 2021 |
|                           |                           |                           |                           |                           |                           | 김정숙 金正淑 1917 - 1949 | 김정숙 金正淑 1917 - 1949 | 김정숙 金正淑 1917 - 1949 | 김정숙 金正淑 1917 - 1949 | 김정숙 金正淑 1917 - 1949 | 김정숙 金正淑 1917 - 1949 |                           |                           |                           |                           |                           |                           | 김일성 金日成 1912 - 1994 | 김일성 金日成 1912 - 1994 | 김일성 金日成 1912 - 1994 | 김일성 金日成 1912 - 1994 | 김일성 金日成 1912 - 1994 | 김일성 金日成 1912 - 1994 |                           |                           |                           |                           |                           |                           |  |  |                      |                      |                      |                      |                      |                      |                      |                      |                           |                           |                           |                           |                           |                           |                      |                      |                      |                      |                      |                      |                      |                      | 김성애 金聖愛 1924 - 2014 | 김성애 金聖愛 1924 - 2014 | 김성애 金聖愛 1924 - 2014 | 김성애 金聖愛 1924 - 2014 | 김성애 金聖愛 1924 - 2014 | 김성애 金聖愛 1924 - 2014 |  |  | 김철주 金哲柱 1916 - 1935 | 김철주 金哲柱 1916 - 1935 | 김철주 金哲柱 1916 - 1935 | 김철주 金哲柱 1916 - 1935 | 김철주 金哲柱 1916 - 1935 | 김철주 金哲柱 1916 - 1935 |  |  | 김영주 金英柱 1920 - 2021 | 김영주 金英柱 1920 - 2021 | 김영주 金英柱 1920 - 2021 | 김영주 金英柱 1920 - 2021 | 김영주 金英柱 1920 - 2021 | 김영주 金英柱 1920 - 2021 |
|                           |                           |                           |                           |                           |                           |                           |                           |                           |                           |                           |                           |                           |                           |                           |                           |                           |                           |                           |                           |                           |                           |                           |                           |                           |                           |                           |                           |                           |                           |  |  |                      |                      |                      |                      |                      |                      |                      |                      |                           |                           |                           |                           |                           |                           |                      |                      |                      |                      |                      |                      |                      |                      |                           |                           |                           |                           |                           |                           |  |  |                           |                           |                           |                           |                           |                           |  |  |                           |                           |                           |                           |                           |                           |
|                           |                           |                           |                           |                           |                           |                           |                           |                           |                           |                           |                           |                           |                           |                           |                           |                           |                           |                           |                           |                           |                           |                           |                           |                           |                           |                           |                           |                           |                           |  |  |                      |                      |                      |                      |                      |                      |                      |                      |                           |                           |                           |                           |                           |                           |                      |                      |                      |                      |                      |                      |                      |                      |                           |                           |                           |                           |                           |                           |  |  |                           |                           |                           |                           |                           |                           |  |  |                           |                           |                           |                           |                           |                           |
| 성혜림 成蕙琳 1937 - 2002 | 성혜림 成蕙琳 1937 - 2002 | 성혜림 成蕙琳 1937 - 2002 | 성혜림 成蕙琳 1937 - 2002 | 성혜림 成蕙琳 1937 - 2002 | 성혜림 成蕙琳 1937 - 2002 |                           |                           |                           |                           |                           |                           | 김정일 金正日 1941 - 2011 | 김정일 金正日 1941 - 2011 | 김정일 金正日 1941 - 2011 | 김정일 金正日 1941 - 2011 | 김정일 金正日 1941 - 2011 | 김정일 金正日 1941 - 2011 |                           |                           |                           |                           |                           |                           | 고용희 高容姬 1952 - 2004 | 고용희 高容姬 1952 - 2004 | 고용희 高容姬 1952 - 2004 | 고용희 高容姬 1952 - 2004 | 고용희 高容姬 1952 - 2004 | 고용희 高容姬 1952 - 2004 |  |  | 김경희 金敬姬 1946 - | 김경희 金敬姬 1946 - | 김경희 金敬姬 1946 - | 김경희 金敬姬 1946 - | 김경희 金敬姬 1946 - | 김경희 金敬姬 1946 - |                      |                      | 장성택 張成澤 1946 - 2013 | 장성택 張成澤 1946 - 2013 | 장성택 張成澤 1946 - 2013 | 장성택 張成澤 1946 - 2013 | 장성택 張成澤 1946 - 2013 | 장성택 張成澤 1946 - 2013 |                      |                      | 김평일 金平日 1954 - | 김평일 金平日 1954 - | 김평일 金平日 1954 - | 김평일 金平日 1954 - | 김평일 金平日 1954 - | 김평일 金平日 1954 - |                           |                           |                           |                           |                           |                           |  |  |                           |                           |                           |                           |                           |                           |  |  |                           |                           |                           |                           |                           |                           |
| 성혜림 成蕙琳 1937 - 2002 | 성혜림 成蕙琳 1937 - 2002 | 성혜림 成蕙琳 1937 - 2002 | 성혜림 成蕙琳 1937 - 2002 | 성혜림 成蕙琳 1937 - 2002 | 성혜림 成蕙琳 1937 - 2002 |                           |                           |                           |                           |                           |                           | 김정일 金正日 1941 - 2011 | 김정일 金正日 1941 - 2011 | 김정일 金正日 1941 - 2011 | 김정일 金正日 1941 - 2011 | 김정일 金正日 1941 - 2011 | 김정일 金正日 1941 - 2011 |                           |                           |                           |                           |                           |                           | 고용희 高容姬 1952 - 2004 | 고용희 高容姬 1952 - 2004 | 고용희 高容姬 1952 - 2004 | 고용희 高容姬 1952 - 2004 | 고용희 高容姬 1952 - 2004 | 고용희 高容姬 1952 - 2004 |  |  | 김경희 金敬姬 1946 - | 김경희 金敬姬 1946 - | 김경희 金敬姬 1946 - | 김경희 金敬姬 1946 - | 김경희 金敬姬 1946 - | 김경희 金敬姬 1946 - |                      |                      | 장성택 張成澤 1946 - 2013 | 장성택 張成澤 1946 - 2013 | 장성택 張成澤 1946 - 2013 | 장성택 張成澤 1946 - 2013 | 장성택 張成澤 1946 - 2013 | 장성택 張成澤 1946 - 2013 |                      |                      | 김평일 金平日 1954 - | 김평일 金平日 1954 - | 김평일 金平日 1954 - | 김평일 金平日 1954 - | 김평일 金平日 1954 - | 김평일 金平日 1954 - |                           |                           |                           |                           |                           |                           |  |  |                           |                           |                           |                           |                           |                           |  |  |                           |                           |                           |                           |                           |                           |
|                           |                           |                           |                           |                           |                           |                           |                           |                           |                           |                           |                           |                           |                           |                           |                           |                           |                           |                           |                           |                           |                           |                           |                           |                           |                           |                           |                           |                           |                           |  |  |                      |                      |                      |                      |                      |                      |                      |                      |                           |                           |                           |                           |                           |                           |                      |                      |                      |                      |                      |                      |                      |                      |                           |                           |                           |                           |                           |                           |  |  |                           |                           |                           |                           |                           |                           |  |  |                           |                           |                           |                           |                           |                           |
|                           |                           |                           |                           |                           |                           |                           |                           |                           |                           |                           |                           |                           |                           |                           |                           |                           |                           |                           |                           |                           |                           |                           |                           |                           |                           |                           |                           |                           |                           |  |  |                      |                      |                      |                      |                      |                      |                      |                      |                           |                           |                           |                           |                           |                           |                      |                      |                      |                      |                      |                      |                      |                      |                           |                           |                           |                           |                           |                           |  |  |                           |                           |                           |                           |                           |                           |  |  |                           |                           |                           |                           |                           |                           |
|                           |                           |                           |                           |                           |                           | 김정남 金正男 1971 - 2017 | 김정남 金正男 1971 - 2017 | 김정남 金正男 1971 - 2017 | 김정남 金正男 1971 - 2017 | 김정남 金正男 1971 - 2017 | 김정남 金正男 1971 - 2017 |                           |                           | 김정철 金正哲 1981 -      | 김정철 金正哲 1981 -      | 김정철 金正哲 1981 -      | 김정철 金正哲 1981 -      | 김정철 金正哲 1981 -      | 김정철 金正哲 1981 -      |                           |                           | 김정은 金正恩 1984 -      | 김정은 金正恩 1984 -      | 김정은 金正恩 1984 -      | 김정은 金正恩 1984 -      | 김정은 金正恩 1984 -      | 김정은 金正恩 1984 -      |                           |                           |  |  |                      |                      | 리설주 李雪主 1989 - | 리설주 李雪主 1989 - | 리설주 李雪主 1989 - | 리설주 李雪主 1989 - | 리설주 李雪主 1989 - | 리설주 李雪主 1989 - |                           |                           | 김여정 金與正 1988 -      | 김여정 金與正 1988 -      | 김여정 金與正 1988 -      | 김여정 金與正 1988 -      | 김여정 金與正 1988 - | 김여정 金與正 1988 - |                      |                      |                      |                      |                      |                      |                           |                           |                           |                           |                           |                           |  |  |                           |                           |                           |                           |                           |                           |  |  |                           |                           |                           |                           |                           |                           |
|                           |                           |                           |                           |                           |                           | 김정남 金正男 1971 - 2017 | 김정남 金正男 1971 - 2017 | 김정남 金正男 1971 - 2017 | 김정남 金正男 1971 - 2017 | 김정남 金正男 1971 - 2017 | 김정남 金正男 1971 - 2017 |                           |                           | 김정철 金正哲 1981 -      | 김정철 金正哲 1981 -      | 김정철 金正哲 1981 -      | 김정철 金正哲 1981 -      | 김정철 金正哲 1981 -      | 김정철 金正哲 1981 -      |                           |                           | 김정은 金正恩 1984 -      | 김정은 金正恩 1984 -      | 김정은 金正恩 1984 -      | 김정은 金正恩 1984 -      | 김정은 金正恩 1984 -      | 김정은 金正恩 1984 -      |                           |                           |  |  |                      |                      | 리설주 李雪主 1989 - | 리설주 李雪主 1989 - | 리설주 李雪主 1989 - | 리설주 李雪主 1989 - | 리설주 李雪主 1989 - | 리설주 李雪主 1989 - |                           |                           | 김여정 金與正 1988 -      | 김여정 金與正 1988 -      | 김여정 金與正 1988 -      | 김여정 金與正 1988 -      | 김여정 金與正 1988 - | 김여정 金與正 1988 - |                      |                      |                      |                      |                      |                      |                           |                           |                           |                           |                           |                           |  |  |                           |                           |                           |                           |                           |                           |  |  |                           |                           |                           |                           |                           |                           |
|                           |                           |                           |                           |                           |                           |                           |                           |                           |                           |                           |                           |                           |                           |                           |                           |                           |                           |                           |                           |                           |                           |                           |                           |                           |                           |                           |                           |                           |                           |  |  |                      |                      |                      |                      |                      |                      |                      |                      |                           |                           |                           |                           |                           |                           |                      |                      |                      |                      |                      |                      |                      |                      |                           |                           |                           |                           |                           |                           |  |  |                           |                           |                           |                           |                           |                           |  |  |                           |                           |                           |                           |                           |                           |
|                           |                           |                           |                           |                           |                           |                           |                           |                           |                           |                           |                           |                           |                           |                           |                           |                           |                           |                           |                           |                           |                           |                           |                           |                           |                           |                           |                           |                           |                           |  |  |                      |                      |                      |                      |                      |                      |                      |                      |                           |                           |                           |                           |                           |                           |                      |                      |                      |                      |                      |                      |                      |                      |                           |                           |                           |                           |                           |                           |  |  |                           |                           |                           |                           |                           |                           |  |  |                           |                           |                           |                           |                           |                           |
|                           |                           |                           |                           |                           |                           | 김한솔 金漢率 1995 -      | 김한솔 金漢率 1995 -      | 김한솔 金漢率 1995 -      | 김한솔 金漢率 1995 -      | 김한솔 金漢率 1995 -      | 김한솔 金漢率 1995 -      |                           |                           |                           |                           |                           |                           |                           |                           |                           |                           |                           |                           | 김정주 ? 2010 -           | 김정주 ? 2010 -           | 김정주 ? 2010 -           | 김정주 ? 2010 -           | 김정주 ? 2010 -           | 김정주 ? 2010 -           |  |  | 김주애 金主愛 2013 - | 김주애 金主愛 2013 - | 김주애 金主愛 2013 - | 김주애 金主愛 2013 - | 김주애 金主愛 2013 - | 김주애 金主愛 2013 - |                      |                      |                           |                           |                           |                           |                           |                           |                      |                      |                      |                      |                      |                      |                      |                      |                           |                           |                           |                           |                           |                           |  |  |                           |                           |                           |                           |                           |                           |  |  |                           |                           |                           |                           |                           |                           |

## 기타
2002년 8월 북한의 경제시찰팀이 8박 9일 기간 동안 대한민국에 왔을 때도 거의 매일 밤 숙소에서 폭탄주를 즐길 수 있었던 사람은 장성택이 유일하다고 한다. 소위 ‘적국’이라는 곳에서 팀의 대표단장인 박남기도 행사 때를 제외하고는 마음대로 술을 마시지 못했다.

## 같이 보기
- 조선민주주의인민공화국-중화인민공화국 관계
- 북한 언론 보도
- 미국-조선민주주의인민공화국 관계
- 김일성가